# Nežárka
Nežárka är ett vattendrag i Tjeckien. Det ligger i den centrala delen av landet, 100 km söder om huvudstaden Prag.